# Talanx
Talanx — немецкая страховая и перестраховочная компания. Работает под брендами HDI (страхование), Hannover Re (перестрахование), neue leben insurers, PB, TARGO, Ampega. Основные рынки — Германия и США. Штаб-квартира — в Ганновере. В списке крупнейших публичных компаний мира Forbes Global 2000 за 2021 год компания заняла 450-е место (209-е по размеру выручки, 183-е по активам, 1570-е по рыночной капитализации, 844-е по чистой прибыли).

## История
Страховая компания сталелитейной отрасли Германии HDI была основана в 1903 году. С 1923 года компания начала заниматься перестрахованием, в 1966 году для этого была создана специализированная дочерняя компания Hannover Re. С 1953 года компания начала предоставлять страховые услуги частным клиентам. В 1970 году объединилась с Feuerschadenverband, компанией по страхованию от пожаров, основанной в 1920 году. С 1978 по 1983 год компания расширила деятельность на Нидерланды, США, Австрию и Латинскую Америку. В 1991 году была создана дочерняя компания по страхованию жизни. В 1996 году была создана холдинговая компания Talanx AG, в 1999 году — дочерняя инвестиционная компания Ampega Investment. В 2007 году компания вышла на рынки России и Турции (дочерние компании CiV Life и CIV Hayat Sigorta). В 2009 году была куплена мексиканская компания Genworth Seguros México, а в 2010 году — польская Warta Group. В 2012 году Talanx провела своё первичное размещение акций на Франкфуртской фондовой бирже. С 2014 по 2017 год позиции в Латинской Америки были укреплены новыми дочерними компаниями в Бразилии, Колумбии и Чили.

## Деятельность
За 2020 год страховые премии составили 41,1 млрд евро, инвестиционный доход — 4,2 млрд евро. Страховые выплаты составили 30,7 млрд евро. Активы на конец года составили 181 млрд евро, из них 139 млрд пришлось на инвестиции.
Географическое распределение страховых премий: Германия 21 %, Великобритания 9 %, Центральная и Восточная Европа (включая Турцию) 7 %, остальная Европа 16 %, США 20 %, Канада 3 %, Латинская Америка 7 %, Азия и Австралия 16 %, Африка 1 %.
Основные подразделения:
- Промышленное страхование — страховые услуги крупным и средним компаниям в Германии и некоторых других странах (Австрия, Бразилия, Мексика, Россия (HDI Global Insurance), США, ЮАР); 16 % страховых премий.
- Розничное страхование — индивидуальное страхование в Германии; 10 % страховых премий страхование жизни, 4 % — другие виды.
- Розничное международное страхование — включает такие страны, как Аргентина, Бразилия, Венгрия, Колумбия, Мексика, Польша, Россия (CiV Life), Турция, Уругвай, Чили; 13 % страховых премий.
- Перестрахование — 19 % премий от перестрахования жизни, 37 % от других типов перестрахования[2].

## Talanx в России

### Страхование жизни
В 2007 году группа вышла на российский рынок страхования жизни, запустив компанию «СиВ Лайф» (CiV Life). Компания «СиВ Лайф» была включена в единый государственный реестр субъектов страхового дела (№ 4105), ей была выдана лицензия С 4105 77 от 29 декабря 2007 года. Долгие годы эта компания была основным страховщиком для Ситибанк в России (страховалась жизнь и здоровье заёмщиков, через банк продавались полисы страхования выезжающих за рубеж).
В конце 2021 года группа Talanx объявила о продаже этой компании Совкомбанку. К моменту продажи «СиВ Лайф»:
- имела действующие лицензии Банка России от 2017 года СЖ № 4105 (добровольное страхование жизни) и СЛ № 4105 (добровольное личное страхование, за исключением добровольного страхования жизни)[5];
- занимала 31-е место в списке Топ-50 российских страховщиков[6] и 12-е место среди компаний по страхованию жизни[7][8];
- имела сбалансированный страховой портфель, в котором 96 % страховых премий приходилось на страхование жизни, 2,1 % — на страхование от несчастных случаев и 1,4 % — на добровольное медицинское страхование[8];
- рейтинговым агентством «Эксперт РА» был присвоен рейтинг «ruAA» (прогноз — «развивающийся»)[9].

### Имущественное страхование
В 2010 году немецкая страховая компания HDI-Gerling (входит в группе Talanx) приобрела у бельгийско-голландской финансовой группы Fortis её российскую дочернюю компанию «Фортис» и переименовала её в «ЭчДиАй Страхование». В 2019 году компания была переименована в «ЭчДиАй Глобал».